# 페르시자 자카르타

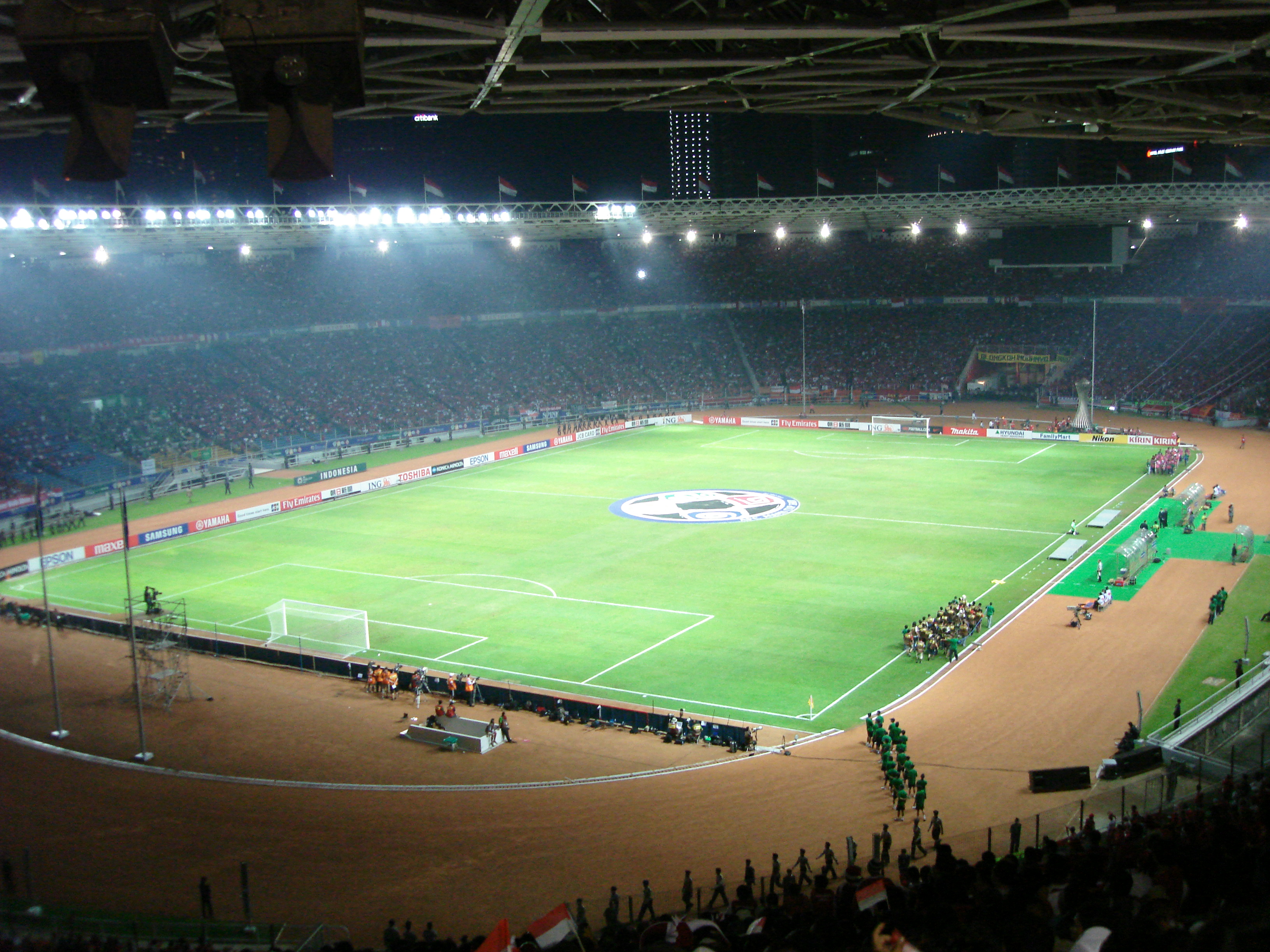

페르시자 자카르타(Persija Jakarta)는 인도네시아 프로축구 1부리그인 인도네시아 슈퍼리그의 축구 클럽이다

## 라이벌
페르십 반둥과 치열한 라이벌을 관계를 형성하고 있으며 일명 'Old Indonesia derby'라고 부르는 라이벌전을 가지고 있다.

## 선수 명단

### 현역
참고: FIFA 자격 규정에 따라 소속된 국가대표팀 국기를 표시합니다. 선수는 복수의 FIFA 비회원국 국적을 가지고 있을 수 있습니다.
| 번호 | 포지션 | 국적       | 이름            |
| ---- | ------ | ---------- | --------------- |
| 7    | MF     |            | 마쓰무라 료     |
| 9    | FW     | 크로아티아 | 마르코 시미치   |
| 17   | DF     | 체코       | 온드레이 쿠델   |
| 41   | DF     | 인도네시아 | 무하마드 페라리 |

| 번호 | 포지션 | 국적       | 이름            |
| ---- | ------ | ---------- | --------------- |
| 55   | DF     |            | 파블로 안드라데 |
| 69   | FW     |            | 구스타보        |
| 78   | FW     | 인도네시아 | 위탄 술라에만   |

## 역대 감독
| 감독                   | 임기      |
| ---------------------- | --------- |
| 이반 콜레프            | 1999~2000 |
| 카를로스 가르시아 캄본 | 2004      |
| 다누르윈도             | 2008~2009 |
| 밤방 누르디안샤        | 2015~2016 |
| 이반 콜레프            | 2019      |
| 에드손 타바레스        | 2019      |
| 세르지우 파리아스      | 2020      |
| 토마스 돌              | 2022~2024 |
| 카를로스 페냐          | 2024~2025 |
| 마우리시오 수자        | 2025~     |